# Autoblindo 41
Autoblindo 41 (AB 41) — włoski samochód pancerny z napędem na cztery koła z okresu II wojny światowej (w publikacjach poza włoskimi spotyka się powszechnie formę nazwy Autoblinda).
Główną zmianą w porównaniu z Autoblinda 40 było wzmocnione uzbrojenie w większej wieży, w czasie wojny był to najpopularniejszy samochód pancerny w armii włoskiej, produkowany w największych ilościach, brał udział w walkach na frontach Afryki Północnej, Węgier, Rosji i Włoszech.
Pojedynczy zdobyczny AB 41 był wykorzystywany przez Pułk Ułanów Karpackich w Egipcie w czerwcu 1942, w celach treningowych.